# Piia-Noora Kauppi
Piia-Noora Kauppi (ur. 7 stycznia 1975 w Oulu) – fińska polityk, w latach 1999–2008 deputowana do Parlamentu Europejskiego.

## Życiorys
W 1997 ukończyła studia w zakresie prawoznawstwa na Uniwersytecie Helsińskim. Kształciła się przez rok w Helsińskiej Wyższej Szkole Handlu. W 1997 została radną, a rok później członkinią zarządu miasta w Oulu. Pełniła funkcję wiceprzewodniczącej organizacji młodzieżowej konserwatystów.
W 1999 uzyskała mandat deputowanej do Parlamentu Europejskiego z ramienia Partii Koalicji Narodowej. W 2004 z powodzeniem ubiegała się o reelekcję. Należała do frakcji Europejskiej Partii Ludowej i Europejskich Demokratów. Brała udział m.in. w pracach Komisji Gospodarczej i Monetarnej, Komisji Praw Kobiet i Równouprawnienia, Komisji Prawnej oraz delegacji ds. współpracy Unii Europejskiej z Chińską Republiką Ludową. 31 grudnia 2008 złożyła mandat europosła, 1 stycznia 2009 objęła stanowisko dyrektora zarządzającego federacji Finanssialan Keskusliitto, organizacji wspierającej interesy sektora bankowego.